# Алан-Полян
Алан-Полян — село в Рыбно-Слободском районе республики Татарстан в составе Шеморбашского сельского поселения.

## История
Основано в конце XVII века выходцами из села Уреево-Челны. В XVIII — первой половине XIX века жители относились к категории государственных крестьян, по вероисповеданию были православными (входили в приход с. Шеморбаш).
Жители села занимались земледелием, разведением скота, экипажно-тележным и портняжным промыслами, жжением угля на продажу.
В 1873 в селе была открыта школа Братства св. Гурия, в 1893 преобразованная в церковно-приходскую школу.

## История административного подчинения
До 1920 года село относилось к Шумбутской волости Лаишевского уезда Казанской губернии.
С 1920 в составе Лаишевского кантона ТАССР.
С 1927 года в Рыбно-Слободском, с 1935 года в Кзыл-Юлдузском, 1959 года в Рыбно-Слободском, 1963 года в Мамадышском, с 1965 года в Рыбно-Слободском районах.

## Демография
| Население села |      |      |      |      |      |      |      |      |      |      |      |      |
| 1859           | 1897 | 1908 | 1920 | 1924 | 1926 | 1938 | 1949 | 1958 | 1970 | 1989 | 2002 | 2010 |
| 412            | 744  | 895  | 876  | 800  | 727  | 705  | 613  | 469  | 392  | 234  | 283  |      |

## Известные люди
В селе родился Яков Емельянов (1848-1893) — кряшенский поэт XIX века, классик татарской литературы.